# Klub 30 × 40

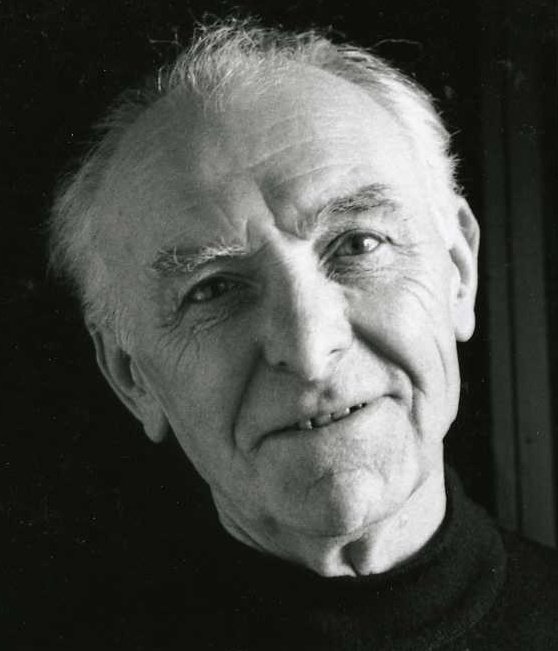
Robert Doisneau byl členem klubu

Klub 30 × 40 byl spolek fotografů v Paříži, který v roce 1952 založil novinářský fotograf Roger Doloy. Asociace byla rozpuštěna v roce 1998. Jeho členy nebyli pouze profesionální či amatérští fotografové, ale také galeristé nebo konzervátoři. O obrazovou a písemnou pozůstalost spolku se stará Société française de photographie.

## Činnost
Členové klubu se setkávali pravidelně každý čtvrtek v domě č. 52 v ulici Rue Custine v 18. obvodu, později se scházeli v Centre international de séjour de Paris. Projednávaly se zde fotografické výstavy, členové klubu prezentovali pozvaným hostům svá díla, za která získávali hodnocení. Pověst klubu byla taková, že se setkání účastnili rovněž významní fotografové z USA nebo Evropy či jiných zemí, kteří zrovna pobývali v Paříži.

## Někteří členové
| - Christiane Barrier - John Batho - Patrice Bouvier - Jean-Philippe Charbonnier - Bernard Chevalier - Arnaud Claass - Alain Cognard - Michel Dheurle - Jean Dieuzaide - Robert Doisneau - Alexandre Vitkine - Agathe Gaillardová | - Michel Quetin - Jean-Claude Gautrand - Léon Herschtritt - Michel Kempf - Bernard Just - Jean-Pierre Lambert - Daniel Lebée - Jean-Claude Lemagny - Daniel Masclet - Gérard Moulin - Geo Morange - Bernard Perrine | - Marcel Ratinaud - Francis Richard - Willy Ronis - Frank Roussel - Louis-Victor Emmanuel Sougez - Jean-Pierre Sudre (čestný předseda) - Jean-Louis Swiners - Yvette Troispoux - Roger Turqueti - Raoul Vaslin - Xavier Zimbardo - Philippe Chaudré |